# Wolfgang Hempel
Wolfgang Hempel (ur. 8 grudnia 1927 w Neustadt an der Orla, zm. 4 grudnia 2004 w Erfurcie) – niemiecki (NRD) dziennikarz sportowy, komentator radiowy. Obok Heinza-Floriana Oertela był najbardziej znaną postacią dziennikarstwa sportowego w NRD.
Kształcił się w Erfurcie na handlowca. Od 1948 pracował jako reporter sportowy, początkowo koncentrując się na piłce nożnej. Od początku lat 50. przez kilkadziesiąt lat pracował w redakcji sportowej rozgłośni Radio DDR (w pierwszych latach pod nazwą Deutschlandsender). Obok futbolu był uznanym ekspertem w hokeju. Relacjonował mecze ligi piłkarskiej NRD (Oberliga), piłkarskiego Pucharu NRD, siedem turniejów o mistrzostwo świata, wiele igrzysk olimpijskich oraz 30 turniejów o mistrzostwo świata w hokeju.
Miał opinię fachowca, o dużej wiedzy na temat ulubionych dyscyplin. Komentował w sposób spokojny i wyważony, także w czasie największych sukcesów sportowców NRD (w odróżnieniu od znanego z emocjonalnych reakcji Oertela). Pozostał obiektywnym komentatorem podczas słynnego finału piłkarskich mistrzostw świata w 1954. W decydującym meczu, nazwanym później "cudem w Bernie", zmierzyły się RFN i Węgry i niespodziewanie triumfowali Niemcy. Hempel miał polityczne naciski, aby sympatyzowań w komentarzu z "bratnią" ekipą socjalistycznych Węgier, komentował jednak w sposób neutralny.
Po zjednoczeniu Niemiec pracował w redakcji telewizyjnego "Eurosportu" (komentował głównie dyscypliny zimowe), współpracował także z rozgłośnią saksońską MDR i radiem Turyngii.